# Monogatary.com
monogatary.com（モノガタリードットコム）は、ソニー・ミュージックエンタテインメントが運営する小説やイラストを中心にしたソーシャル・ネットワーキング・サービス。

## 概要
毎日更新される「お題」に沿ってユーザーがイラストなどを投稿。投稿作品にコメントやポイントをつけて楽しむなど、様々な方法で遊ぶことができるストーリーエンタテインメントプラットフォームをコンセプトにしている。また、自分が良いと思った作品を他のユーザーに推薦することで、読者としてのランクが上がるなど、物語の書き手だけでなく読み手側も主体的に参加できる仕組みになっている。

## 書籍
2018年3月より『月刊monogatary.com』が創刊。

## 企画

### モノコン2019
モノコン2019で、11個の「賞」それぞれに「お題」を設け、その「お題」にそって投稿された「物語」の中から優秀作品を選出。
オムニバスホラードラマ賞
対象お題 冥界喫茶「ジュバック」。オムニバス形式のホラードラマの原作を募集。
マンガボックス賞
対象お題　世界一残酷な校則。お題から発想されるストーリーを募集。
徳井青空賞
対象お題 決戦前夜の眠れないJK。徳井青空が監督を手がける実写ショートムービーの原作を募集。
ソニーミュージック賞
対象お題 夏の夜、君と僕の焦燥。この賞のために結成したクリエイターチームで、物語を楽曲・ミュージックビデオ化。
原田ちあき賞
対象お題 復讐する女。原田ちあきが優秀作品をコミカライズする。
声優アイドルグループ“22/7”賞
対象お題 「内緒だよ…」で始まる物語。優秀作品を22/7のメンバーが朗読し、その音声を入れた電子書籍を制作。
必ず二度見返したくなる賞
対象お題 密室で繰り広げられる人間ドラマ。優秀作品は演技派役者たちによってショートドラマ化。
大人のBLマガジン　コミックマズル賞
対象お題 転校初日、学園一の○○にコクられた。大人のBLマガジン「コミックマズル」編集部とのコラボ賞。優秀作品をコミカライズ。
金井政人賞
金井政人が書いた物語をもとに描いたイラストまたはデザインを募集。大賞に選ばれた作品をグッズ化。
読者賞
上記のお題に投稿された物語を読んだり、コメントや評価、SNSでシェアしたユーザーの中で、総額50万円を山分け。
朗読脚本賞
中村悠一による朗読をオーディオブック化。

### モノコン2020
モノコン2020において、 6個の「賞」それぞれにひとつ「お題」を設け、その「お題」に投稿された「物語」の中から優秀作品を選出し、各「賞」それぞれの形式に則って作品化。
いきものがかり賞
対象お題：きらきらにひかる
いきものがかりの楽曲タイトルと歌詞の持つ世界観をテーマにした小説を募集。実際にメンバーが小説を読んで選出。
目指せコミカライズ賞
対象お題：マウンティング女子図鑑
身の回りの、もしくは妄想の「マウント女子のあるあるエピソード」を投稿。クリエイターによりGIFアニメ・イラスト化。
必ず二度見返したくなる賞
対象お題：リモート同窓会で繰り広げられる人間ドラマ
受賞作品は気鋭の映像監督と演技派役者たちによってショートドラマ化。
オーディオドラマ賞
対象お題：“耳”で恋する
受賞作品は音声付き電子書籍+ストリーミングサイトにて音声として発売予定。キャラクターボイスを担当するのは江口拓也と今泉佑唯。
AMAOTO賞
対象お題：終わらないLOVE SONG
AMAOTO「LOVE SONG feat.JUQI」がテーマソングとなる物語を募集。大賞作品はその物語を元にしたミュージックビデオを制作。
モノコン読書感想文賞
「モノコン2020」に投稿された沢山の物語を読んで、感想文を投稿する。最高の読書感想文を書いた者に賞金100万円を授与する。
感想文はお題「モノコン読書感想文賞」への「物語」として投稿。

### モノコン2021
「物語部門」「モノカキ部門」「チーム戦部門」の3つのステージで展開。
物語部門
モノカキ部門
チーム戦部門

### モノコン2022
計9つのコンテストを同時開催。
空想料理賞
Vlogドラマ 賞
こぎみゅん賞
webtoon（タテ読みコミック） 賞
Baluko Laundry Placeコインランドリー作家デビュー賞
ポンパドウル×橋下美好 パン作家デビュー賞
J-Scent 香水作家デビュー 賞
リーガルリリー賞
わたしのマジ推し本棚賞

### ReoNa × 傘村トータ コラボコンテスト
歌手のReoNaとボカロPの傘村トータとのコラボコンテスト企画。傘村が作詞・作曲したReoNaの楽曲「オムライス」にちなみ、「オムライス」視点の物語を募集し、大賞受賞作品を基にした漫画ミュージックビデオを制作する企画。ReoNa、傘村トータ、Monogatary.comのスタッフにより選考が行われ、2024年7月末に大賞・ReoNa賞・傘村トータ賞・モノガタリー賞の各受賞作品が発表された。